# Miss u
Miss u is een lied van de Nederlandse rapper D-Double in samenwerking met de Nederlandse rappers Yssi SB en Henkie T. Het werd in 2022 als single uitgebracht en stond in 2023 als vierde track op het album Capo di tutti van D-Double.

## Achtergrond
Miss u is geschreven door Henk Mando, Ivano Leonard Biharie, Reginald Frederik en Ychano Hunt en geproduceerd door Frnkie. Het is een nummer dat past in het genre nederhop met effecten uit de trap. In het lied rappen en zingen de artiesten over het verlangen naar een ex-geliefde na een relatiebreuk. 
Het is niet de eerste keer dat de artiesten met elkaar samenwerken. Ze deden dit eerder al op de remixversie van Paper zien. Daarnaast werkten Yssi SB en Henkie T onderling ook nog samen op Shawty is a freak, Ik heb je en Havana. Ze herhaalden hun samenwerking nogmaals op Monogram.

## Hitnoteringen
De artiesten hadden bescheiden succes met het lied in Nederland. Het stond op de 69e plaats van de Single Top 100 in de enige week dat het in deze hitlijst te vinden was. De Top 40 en haar Tipparade werden niet bereikt.